# 남총리견팔견전

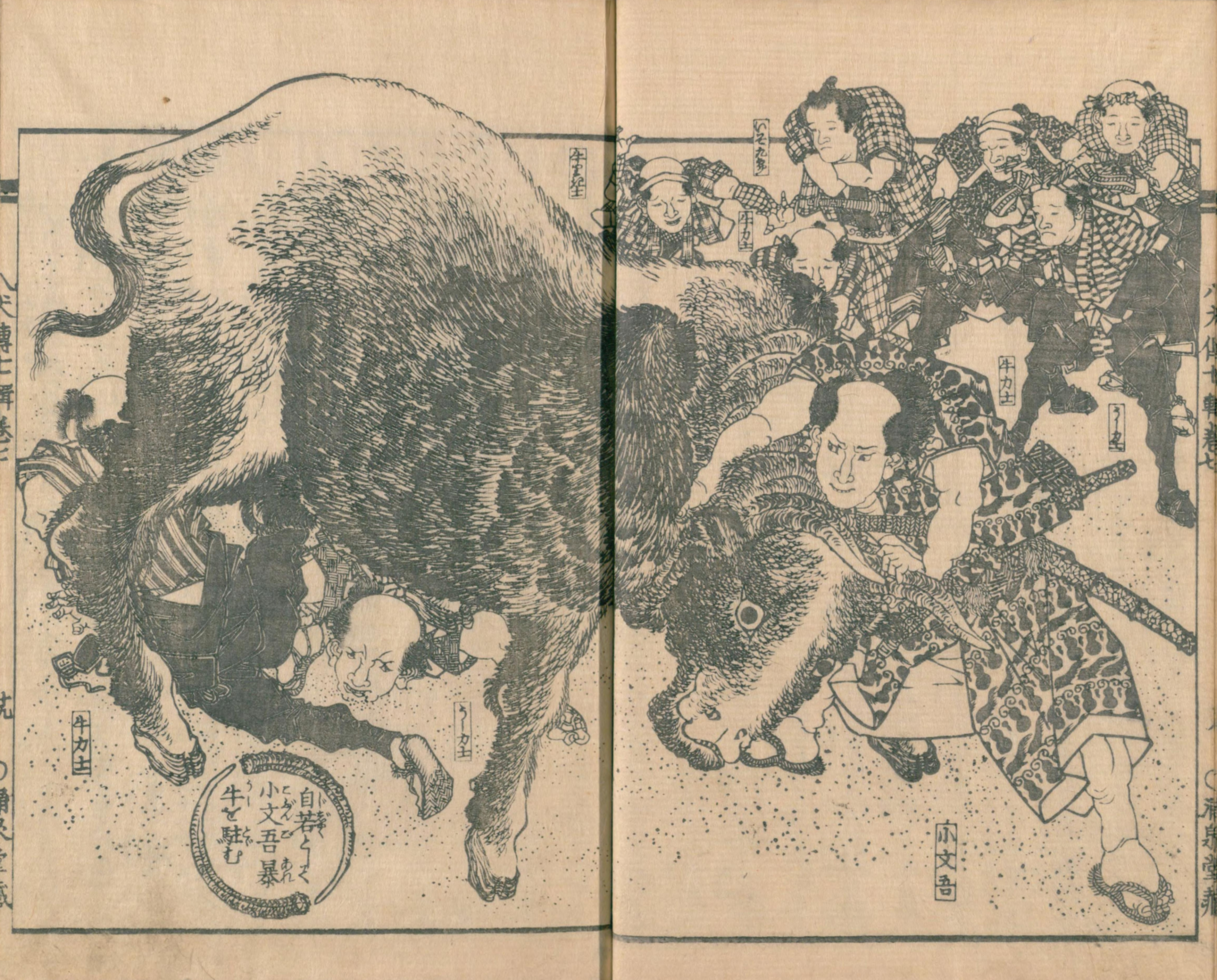

《남총리견팔견전》(南總里見八犬傳, 일본어: 난소사토미핫켄덴)은 일본의 요미혼 중 하나이다. 교쿠테이 바킨이 1814년부터 1842년까지 28년 동안 쓴 것으로, 무로마치 시대 후기의 아와 국(지금의 지바현 남부 지방)을 배경으로 하고 있다.
아와 사토미씨의 딸인 후시히메와 신견(神犬)인 "아와"의 인연으로 이어진 8명의 젊은이, "팔견사"를 주인공으로 한다. 이름에 "개 견"자가 들어가 있는 팔견사들은 저마다 인·의·예·지·충·신·효·제 등의 문자가 담긴 구슬들인 "인의팔행의 구슬"을 가지고 있으며, 몸의 어딘가에 모란 모양의 반점이 새겨져 있다고 한다. 간토 지방의 여러 지역에서 태어난 이들은 저마다 역경을 겪으며 성장하지만, 인연이 맞닿아 서로를 알게 되어 사토미 가문의 아래서 모이게 된다는 내용을 담고 있다.
108명의 호걸들이 양산박으로 모인다는 내용을 담은 《수호전》의 영향을 받았지만, 수호전과는 달리 충신, 효자 등은 복을 얻고 간신과 악인은 벌을 받는다는, 유교적 도덕을 바탕으로 한 전형적인 권선징악의 모습들을 담고 있다.
일본에서는 《남총리견팔견전》을 각색한 여러 영화, 만화, 애니메이션 등이 있으며, 《남총리견팔견전》의 배경 중 하나인 다테야마시에서는 난소사토미 마쓰리를 열어 이를 기리고 있다.

## 같이 보기
- 지라이야